# Naturschutzgebiet Hollenhaus
Das Naturschutzgebiet Hollenhaus mit einer Größe von 7,3 ha liegt westlich von Dreislar im Stadtgebiet von Medebach. Es wurde 2003 mit dem Landschaftsplan Medebach durch den Hochsauerlandkreis als Naturschutzgebiet (NSG) ausgewiesen. Das NSG ist Teil des Europäischen Vogelschutzgebiets Medebacher Bucht. Es besteht aus zwei Teilflächen. Die südliche Fläche reicht bis zur Kreisstraße 56.

## Gebietsbeschreibung
Im NSG handelt es sich um Teile des südexponierten und beweideten Talhangs der Ölfe. Es gibt teilweise Magergrünland mit Gebüschen. Örtlich treten Felsrippen zu Tage. Das NSG ist  durchsetzt von Hecken und Gebüschen.  

## Pflanzenarten im NSG
Im NSG kommen gefährdete Pflanzenarten vor. Auswahl vom Landesamt für Natur, Umwelt und Verbraucherschutz Nordrhein-Westfalen dokumentierter Pflanzenarten im Gebiet: Acker-Hornkraut, Acker-Hundskamille, Acker-Krummhals, Acker-Löwenmaul, Acker-Witwenblume, Acker-Ziest, Besenginster, Schwarze Königskerze, Echtes Barbarakraut, Echtes Johanniskraut, Echtes Labkraut, Feld-Ehrenpreis, Gänseblümchen, Gamander-Ehrenpreis, Gemeiner Hohlzahn, Gewöhnlicher Erdrauch, Gewöhnlicher Reiherschnabel, Gewöhnliches Ferkelkraut, Gras-Sternmiere, Hain-Greiskraut, Harzer Labkraut, Heidelbeere, Klatsch-Mohn, Kleine Bibernelle, Kleines Habichtskraut, Knolliger Hahnenfuß, Kornblume, Magerwiesen-Margerite, Quellen-Hornkraut, Rundblättrige Glockenblume, Saat-Hohlzahn, Saat-Mohn, Salbei-Gamander, Schmalblättriges Weidenröschen, Sonnenwend-Wolfsmilch, Spitz-Wegerich, Wald-Ehrenpreis. Im Magergrünland kommt viel Rotschwingel vor.
Im vielfältig strukturierten Weidekomplex brüten Heckenbrüter wie Neuntöter, einer Leitart im Vogelschutzgebiet Medebacher Bucht. Weitere Tierarten im Gebiet sind Gemeiner Grashüpfer, Grünes Heupferd und Nachtigall-Grashüpfer.

## Schutzzweck
Das NSG dient dem Erhalt eines strukturreichen Grünland-Heckenkomplexes mit Magergrünland insbesondere als Bruthabitat für den Neuntöter und der nachhaltigen Sicherung besonders schutzwürdiger Lebensräume. Wie bei allen Naturschutzgebieten in Deutschland wurde in der Schutzausweisung darauf hingewiesen, dass das Gebiet „wegen der Seltenheit, besonderen Eigenart und Schönheit des Gebietes“ zum Naturschutzgebiet erklärt wurde.